# Francesco Lotoro
Francesco Lotoro (Barletta, 28 novembre 1964) è un pianista, compositore e direttore d'orchestra italiano.

## Biografia
Dopo essersi diplomato in pianoforte presso il Conservatorio Niccolò Piccinni di Bari, ha proseguito gli studi pianistici con Kornél Zempléni e László Almásy presso l'Accademia "F. Liszt" di Budapest, perfezionandosi con i maestri Viktor Merzhanov, Tamás Vásáry e Aldo Ciccolini.
Ha trascritto per 2 pianoforti varie opere di Johann Sebastian Bach: la Musikalisches Opfer, i Concerti Brandeburghesi, la Deutsche Messe e i 14 Canoni BWV1087. Inoltre, ha lavorato alla ricostruzione del Weihnachtsoratorium per soli, coro e pianoforte di Friedrich Nietzsche.
Nel 1995 ha fondato l'Orchestra Musica Judaica.
Negli anni novanta ha concepito il progetto di raccogliere l'intera letteratura musicale prodotta da musicisti in cattività durante gli eventi più drammatici del Novecento, iniziando con la raccolta e l'incisione di tutte le opere pianistiche e cameristiche scritte da Alois Pinos, Petr Pokorny, Petr Eben e altri dopo la Primavera di Praga, e soprattutto incidendo alcune opere per l'Enciclopedia discografica in 24 CD-volumi KZ Musik (Musikstrasse Roma-Membran Hamburg-Naxos USA). KZ Musik consiste nella registrazione discografica dell'intero corpus musicale creato nei luoghi di cattività, deportazione e privazione dei diritti umani dall'apertura dei Lager di Dachau e Börgermoor sino alla liberazione di tutti i campi alla fine della seconda guerra mondiale sia sul versante eurasiatico (maggio 1945) che pacifico (agosto 1945). In questa raccolta ha inciso la Sinfonia n.8 di Erwin Schulhoff per pianoforte (scritta nel Campo di internamento di Wuelzburg, è nel CD-volume n.5 di KZ Musik), la partitura pianistica del Don Quixote tanzt Fandango di Viktor Ullmann (scritta a Theresienstadt, è nel CD-volume n.8 di KZ Musik) e del Nonet di Rudolf Karel (scritta nel carcere di Pankràc, Praga, è nel CD-volume n.17 di KZ Musik).
Nel 2014, insieme alla moglie Grazia Tiritiello e ad altri soci, ha costituito la Fondazione Istituto internazionale di Letteratura Musicale Concentrazionaria con sede a Barletta, ente che cura l'archivio della musica concentrazionaria recuperata da Lotoro in circa trent'anni e a cui fa capo anche il progetto Istituto di letteratura musicale concentrazionaria, un centro di ricerca storica che è dedicato alla musica scritta nei lager, destinato a sorgere nella stessa città presso le rinnovate strutture della Distilleria di Barletta. Dal 2022 l'archivio della Fondazione è sottoposto a vincolo del Ministero della Cultura per il "notevole interesse storico" dei suoi contenuti. . Tra il 2022 e il 2023 nell'archivio sono confluite anche acquisizioni di opere d'arte legate alla Shoah e alla deportazione nei campi di concentramento, nonché due violini storici: il primo appartenuto al violinista polacco Jan Stanislaw Hillenbrand e da egli utilizzato nel campo di sterminio di Auschwitz e il secondo al militare italiano Cesare Savino, che lo suonò durante il suo internamento nel campo militare britannico di Huyton.  
Come compositore ha creato l'opera Misha e i Lupi e la Suite Golà per cantore e orchestra da camera. È autore dei volumi Fonte di ogni bene: canti di risveglio ebraico composti dal 1930 al 1945 a Sannicandro Garganico (Rotas, 2009), Renato Virgilio. Vita e opera di un musicista (ed. Rotas, 2010), Alla ricerca della musica perduta. Prolegomeni a una letteratura musicale concentrazionaria (Rotas, 2012), Antologia musicale concentrazionaria: opere musicali scritte in cattività civile e militare durante la Seconda guerra mondiale (Rotas, 2015). Al primo e al secondo titolo ha collaborato anche il direttore d'orchestra Paolo Candido. Tra i suoi progetti editoriali in corso d'opera si segnala il Thesaurus Musicae Concentrationariae, una enciclopedia in 12 volumi e 2 DVD dedicata alla produzione musicale nei Campi di prigionia, internamento, transito, concentramento, sterminio, lavori forzati, penitenziari militari, Stalag e Oflag, POW Camps e Gulag aperti dal 1933 al 1953 in Europa, Africa coloniale, Asia, Australia, USA, Canada e America Latina. Si tratta di un'opera monumentale che sta coinvolgendo ricercatori, studiosi, docenti universitari, storici, storiografi, musicisti e musicologi di livello internazionale. 
Nel novembre 2013 è stato insignito del titolo di Chevalier de l'Ordine des Arts et des Lettres dal Ministero della Cultura francese, perché - recita la motivazione - “ha dedicato ai compositori francesi deportati nei lager notevoli sforzi di ricerca, salvando così le loro musiche”, portando così a compimento un lavoro «semplicemente eccezionale».  La cerimonia di consegna dell'onorificenza si è svolta presso l'Ambasciata di Francia a Roma. Nel dicembre 2014 gli è stato assegnato inoltre il titolo di Cavaliere Ordine al Merito della Repubblica Italiana, mentre nel marzo 2023 ha ricevuto quello di Ufficiale Ordine al Merito della Repubblica Italiana, entrambi conferiti dal Presidente della Repubblica in carica Sergio Mattarella . Nel 2020 Francesco Lotoro e la moglie Grazia Tiritiello sono stati premiati dal Simon Wiesenthal Center di Los Angeles con la Medal of Valor «perché hanno dedicato la loro carriera alla ricerca, alla conservazione e all'esecuzione della musica di musicisti ebrei composta in prigionia durante l'Olocausto» 
Francesco Lotoro e la musica dei campi di concentramento da lui recuperata sono al centro di due iniziative editoriali internazionali: il libro “Le Maestro: A la recherche de la musique des camps (1933-1945) (Éditions Stock, 2012) dello scrittore francese Thomas Saintourens e il docu-film “Maestro” del regista franco-argentino Alexandre Valenti, co-produzione italo-francese uscita nelle sale cinematografiche nel 2017.
Nel dicembre 2019 ha preso parte con Anita Lasker-Wallfisch al documentario The Lost Music in cui suona al pianoforte musiche composte per l'Orchestra femminile di Auschwitz, da egli stesso raccolte e preservate. Il filmato di 26 minuti, realizzato dalla emittente televisiva statunitense CBS e andato in onda nell'ambito della storica trasmissione televisiva 60 Minutes, ha ricevuto una nomination agli Emmy Awards, gli Oscar americani della televisione, nella categoria "Outstanding Arts, Culture and Entertainment".  Nello stesso anno è stato insignito della Cittadinanza onoraria della Città di Bergamo.
Nel 2022 ha pubblicato per l'editore Feltrinelli il libro autobiografico "Un canto salverà il mondo" nel quale ripercorre, con dovizia di particolari e aneddoti, trent'anni di ricerca e recupero della musica scritta in Ghetti, Lager, Gulag e Campi di prigionia militare dall'apertura del KZ Dachau nel 1933 alla morte di Stalin nel 1953.
Nel marzo 2023 il Presidente della Repubblica Italiana Sergio Mattarella  gli ha conferito il titolo di Ufficiale Ordine al Merito della Repubblica Italiana. 
Nel giugno 2023, presso l'Auditorium Comunale di Sassocorvaro Auditore (Pesaro-Urbino), gli è stato conferito il prestigioso Premio Pasquale Rotondi - Europa per l'arte salvata. Con questo riconoscimento - assegnato ogni anno a personaggi che si sono distinti per esemplari azioni di salvataggio del patrimonio artistico - si è voluto rendere omaggio al suo pluriennale impegno nel salvataggio della musica scritta nei campi di concentramento di tutto il mondo. 
Il 25 gennaio 2024 presso la sede UNESCO di Parigi, in occasione della Commemoration Ceremony per il Giorno della Memoria delle vittime della Shoah, ha diretto il concerto con il quale l’agenzia delle Nazioni Unite ha commemorato le vittime e i sopravvissuti dell’Olocausto. L'evento promosso dalle delegazioni permanenti di Belgio, Germania, Italia e Monaco presso l’Unesco e dalla Fondation pour la Mémoire de la Shoah, è stato organizzato con la collaborazione della Fondazione Istituto di Letteratura Musicale Concentrazionaria, presieduta dallo stesso Lotoro, della USC Shoah Foundation e dallo Shoah Memorial. 
Nel dicembre 2024 ha pubblicato il volume "Manifesto per un Umanesimo Musicale" (ILMC Edizioni), nel quale fornisce una lettura profondamente alternativa degli eventi più drammatici del Novecento, meno politica e più umanistica, ma pur sempre rigorosamente storica, nella quale Ghetti, Lager e Gulag - grazie all'arte che l'uomo è riuscito a produrre al loro interno - si rivelano essere non solo luoghi di sofferenza e morte, ma anche centrali di intelletto e cuore, laboratori di un nuovo Uomo vitruviano. 
Nel gennaio 2025 ha curato, in edizione bilingue, la pubblicazione della "Nuova Antologia Musicale Concentrazionaria. Musica scritta in prigionia e deportazione dal 1933 al 1945" (ILMC Edizioni), contenente 60 composizioni musicali tratte dal grande archivio di musica concentrazionaria formato in oltre 35 anni di ricerca. 

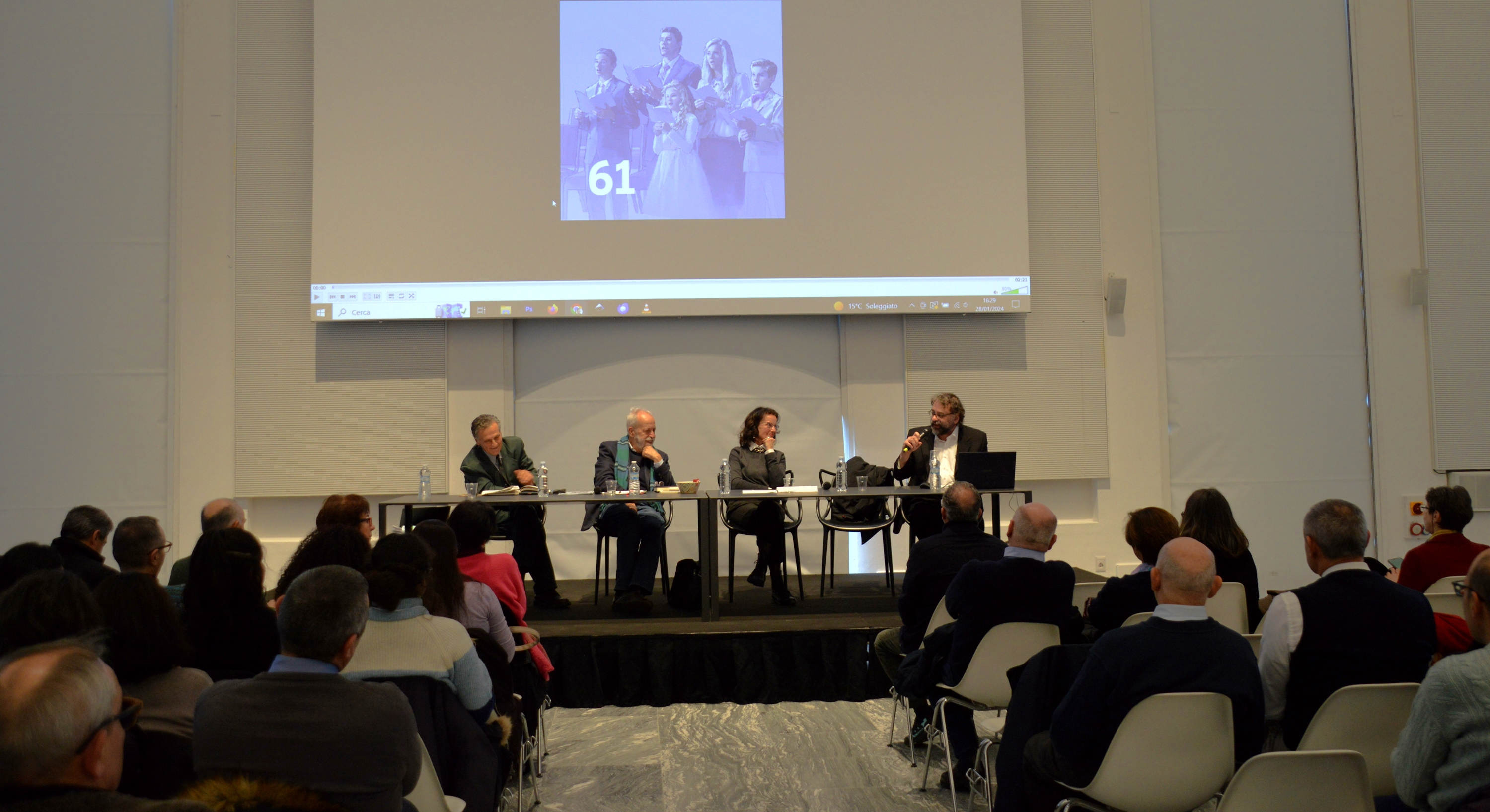
Giornata Memoria 2024 - Triennale di Milano - Francesco Lotoro spiega in una conferenza come il compositore Erich Frost nel Campo di concentramento di Sachsenhausen compose il cantico 61 per la comunità dei Testimoni di Geova. Fra gli oratori anche la storica Adriana Lotto e lo storico Michele Sarfatti

## Discografia
- F.Busoni, F. Nietzsche, B. Pasternak, F. G. Lorca. Sorriso
- Shoah; R. Karel, P. Haas, G. Klein, V. Ullmann. Sorriso
- F. Nietzsche; Christmas Oratorium (Lotoro, RSI). Sorriso
- Brundibàr; H. Kràsa, G. Klein, V. Ullmann. Sorriso
- F. Nietzsche; Christmas Oratorium (Lotoro, Ars Cantica). Sarx
- J.S.Bach; A Musical Offering, (Lotoro, Greco). Symposion
- Praha '68; Pinos, Pokorny, Eben, Istvan, Knizak. Symposion
- J.S.Bach; A German Mass (Lotoro, Ciccolini). Symposion
- Musica Judaica (2 CDs). Symposion
- KZ Musik, Enciclopedia discografica in 24 CD-volumi (Lotoro, altri). Musikstrasse Roma-Membran Hamburg

## Trascrizioni per pianoforte e ricostruzioni
- F. Nietzsche; Christmas Oratorium (ricostruzione musicale e letteraria)
- J.S.Bach; A Musical Offering e Erbarme dich (trascrizione per 2 pianoforti)
- J.S.Bach; A German Mass e 14 Canoni (trascrizione per 2 pianoforti)
- P. Eben; Svaty Vaclave (trascrizione per 2 pianoforti)

## Pubblicazioni
- Quaderno di Storia concentrazionaria, con Grazia Tiritiello (Rotas, 2004)
- Brundibàr, con Grazia Tiritiello, album fotografico (Rotas, 2007)
- Fonte di ogni bene: canti di risveglio ebraico composti dal 1930 al 1945 a Sannicandro Garganico, con Paolo Candido (Rotas, 2009)
- Renato Virgilio. Vita e opera di un musicista, con Paolo Candido (ed. Rotas, 2010)
- Misha e i Lupi, opera in due atti su libretto del compositore e di Grazia Tiritiello. Libretto e riduzione canto & pianoforte (Rotas, 2011)
- Alla ricerca della musica perduta. Prolegomeni a una letteratura musicale concentrazionaria (Rotas, 2012)
- Antologia musicale concentrazionaria: opere musicali scritte in cattività civile e militare durante la Seconda guerra mondiale (Rotas, 2015, 2021)
- Un canto salverà il mondo. 1933-1953: la musica sopravvissuta alla deportazione (Feltrinelli, 2022). Tradotto anche in lingua ungherese.
- The Lost Music of the Holocaust (Headline, 2024, UK)
- Manifesto per un Umanesimo Musicale (ILMC Edizioni, 2024)
- Nuova Antologia Musicale Concentrazionaria. Musica scritta in prigionia e deportazione dal 1933 al 1945 (curatela) (ILMC Edizioni, 2025)

## Onorificenze
- Medal of Valor del Simon Wiesenthal Center di Los Angeles (28 ottobre 2020): il premio, che è andato anche alla moglie Grazia Tiritiello, è stato conferito « perché hanno dedicato la loro carriera alla ricerca, alla conservazione e all'esecuzione della musica di musicisti ebrei composta in prigionia durante l'Olocausto»